# Gymnothorax mareei
Gymnothorax mareei és una espècie de peix de la família dels murènids i de l'ordre dels anguil·liformes.

## Morfologia
Els mascles poden assolir els 40 cm de longitud total.

## Distribució geogràfica
Es troba des del Senegal fins a Angola, incloent-hi l'illa de Santa Helena.